# Aeropuerto de San Ramón
Aeropuerto de San Ramón (IATA: SRD, OACI: SLRA) es una pista de aterrizaje que sirve a la ciudad de San Ramón en el Departamento del Beni de Bolivia. La pista se encuentra junto al lado este de la ciudad.